# Sautó
Sautó, antigament Saltó ([səw'tu], [su'tu] o [səl'tu], estàndard [səw'to], en francès i oficialment Sauto) és una comuna de la Catalunya del Nord, a la comarca del Conflent. En documents antics es parla de Saltó de Fetges. En efecte: inclou la població de Fetges.

## Etimologia
Explica Joan Coromines que Sautó (Saltó) prové del llatí saltus (congost emboscat o paratge de bosc muntanyós), perfectament adient per al lloc on es troben el poble i el seu terme.

## Geografia

### Localització i característiques generals del terme

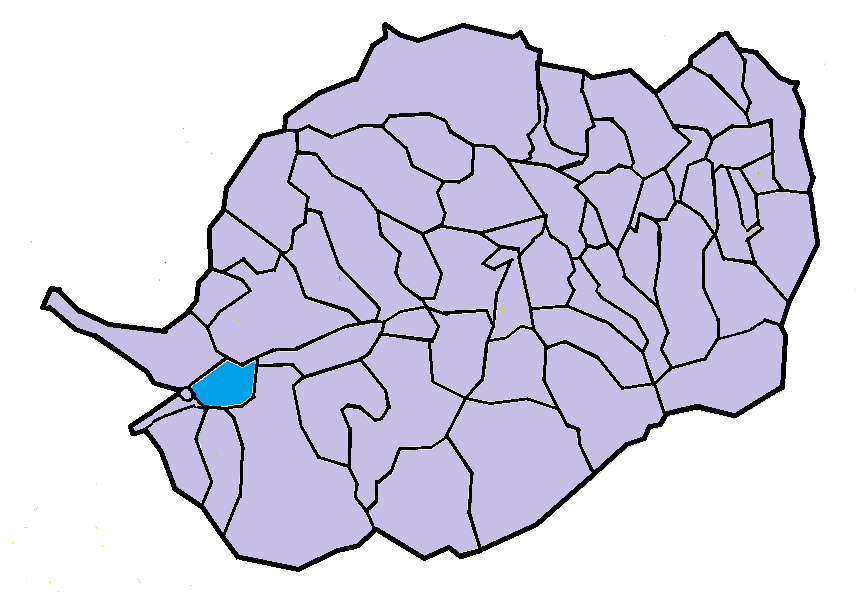
Situació de la comuna de Sautó en el Conflent

El terme comunal de Sautó, de 84.300 hectàrees d'extensió és situat al centre de la zona occidental de la comarca. És íntegrament a l'esquerra de la Tet, on s'enfila des de la mateixa llera del riu cap a les muntanyes que en tanquen la vall pel nord, que depassen els 2.000 m alt (la Tet hi discorre entre els 1.300 i els 1.100 m alt).
El límit nord del terme, amb Aiguatèbia i Talau, està format per la carena que s'estén entre el Puig de la Tossa, de 2.032,7 m alt, a l'oest, el Coll de Brilles, de 1964,8, el Pic de Figamà, de 2.029,8, el Coll de les Saleres Blanques, de 1.978,6, i el triterme entre Sautó, Aiguatèbia i Talau i Canavelles, a 1.980,7 m alt.
Pel costat de ponent, des de l'esmentat Puig de la Tossa, el termenal, amb la Llaguna, davalla cap al sud-oest, cap a la Serra de Coma Curta, al voltant dels 1.700 m alt, el Pla de l'Ós, cap als 1.600, fins que s'aboca en el Rialer, a 1.572,9 m alt. Aleshores segueix aquest afluent de la Tet fins que s'aboca en el riu principal, la Tet, a 1.530 m alt. Pel de llevant, el termenal, amb Canavelles un breu tram i amb Fontpedrosa després, davalla des del triterme abans esmentat cap al Serrat de Pijoa, d'uns 1.875 m alt, després cal al Serrat de la Verniola, d'uns 1.475 m alt, cap al Roc del Beç, a 1.316,8, cap al Roc de la Cova de la Guilla i el Roc del Castanyal, fins que arriba a la llera de la Tet a 1.158,4 m alt. El límit sud-occidental i meridional del terme de Sautó és sempre la Tet, entre els 1.572,9 i els 1.158,4 m alt expressats anteriorment. Fa de termenal amb Montlluís, Sant Pere dels Forcats, la Cabanassa, Planès i Fontpedrosa.
Sautó forma part del Parc Natural Regional dels Pirineus Catalans.
Termes municipals limítrofs:
| La Llaguna               | Aiguatèbia i Talau | Canavelles  |
| Montlluís / La Cabanassa |                    | Fontpedrosa |
| Sant Pere dels Forcats   | Planès             |             |

### Sautó

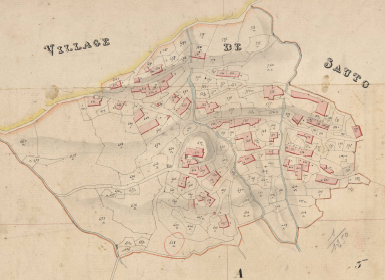
Sautó en el Cadastre napoleònic del 1812 (Arxius Departamentals dels Pirineus Orientals, ADPO)

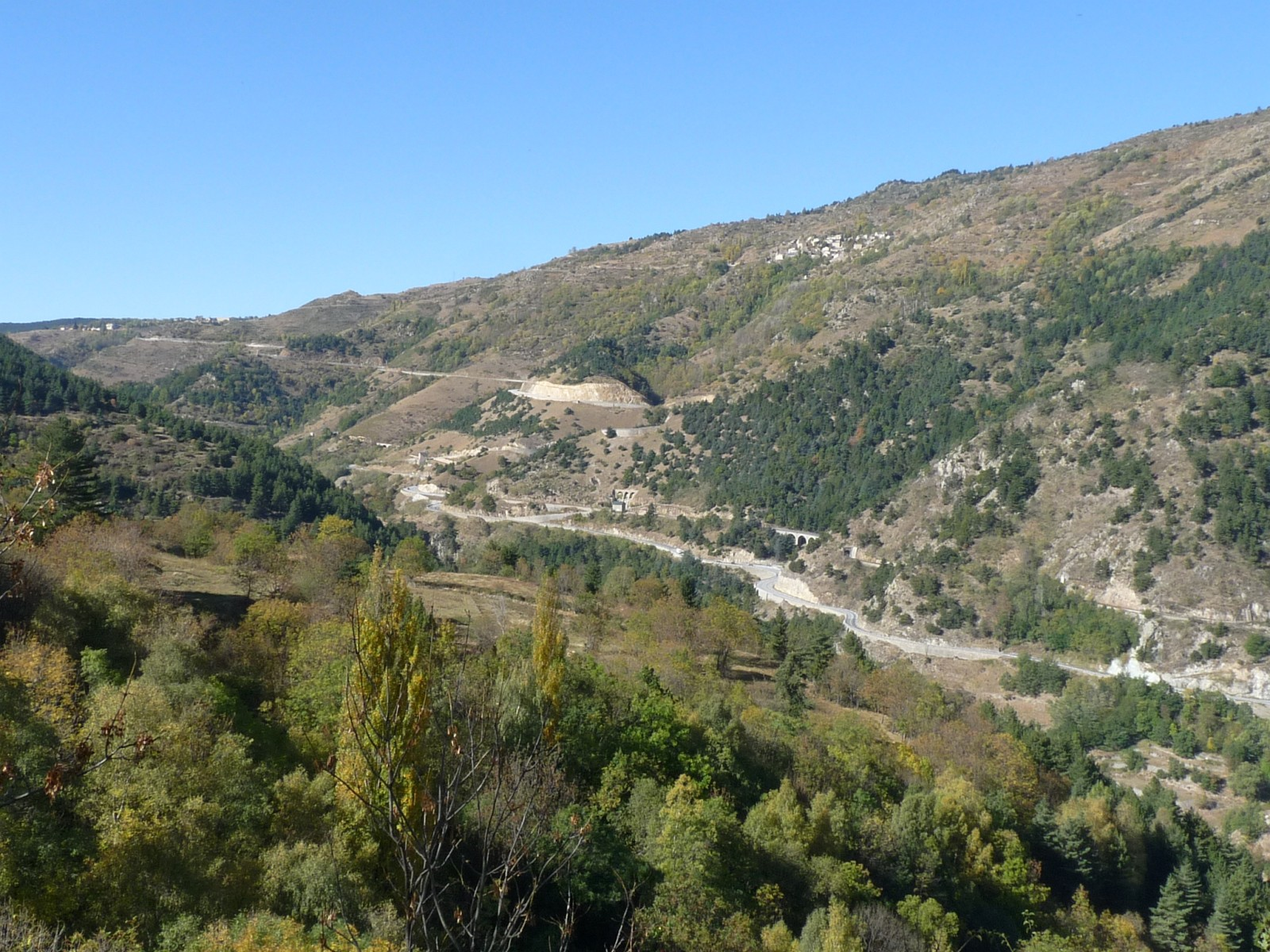
El poble de Sautó, al bell mig del coster que forma el seu terme comunal

El poble de Sautó és a prop al sud-est del centre del seu terme comunal, al bell mig del coster a mig camí entre la Tet i les muntanyes que tanquen la vall pel nord. És en un lleuger replà a la capçalera del Torrent (abans, Torrent del Roc de Tremolera).
És un poble no gaire agrupat, amb l'església de Sant Maurici i el cementiri annex en una posició central, decantat cap a l'oest. Al damunt del poble hi havia hagut el Castell de Sautó, que el 1639 ja consta com a destruït.

### Fetges

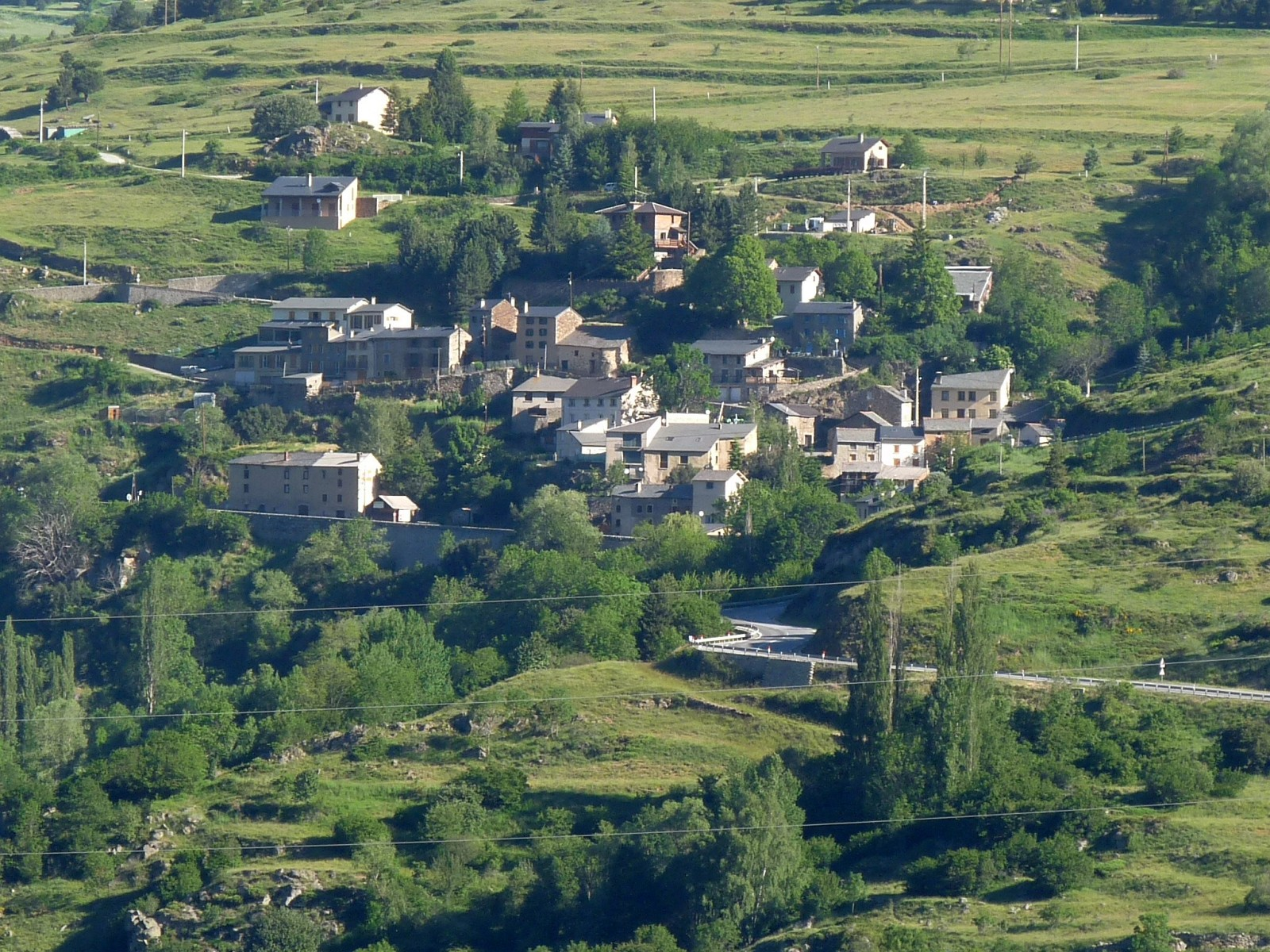
El poble de Fetges des del sud

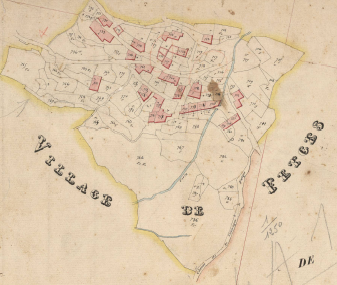
Fetges en el Cadastre napoleònic del 1812 (ADPO)

Fetges és quasi a l'extrem sud-occidental del terme municipal de Sautó, a peu de la carretera N - 116 a prop i al davant, a llevant, de la vila de Montlluís.
És un poble allargassat, estès de nord-oest a sud-oest, amb l'església de Sant Maurici allunyada a uns 250 metres del poble, al sud-est. Per la seva proximitat a Montlluís, a la pràctica ha esdevingut com un barri de la vila, i els habitants de Fetges se serveixen més de l'oferta de Montlluís que de la de Sautó.

### La Cassanya
Pràcticament l'únic mas del terme de Sautó, la Cassanya centra un petit territori i antic veïnat del sud del terme, ran de la Tet, que ha esdevingut molt important per a la comuna. En aquest territori, a més de la masia d'aquest nom, hi ha la Central Elèctrica de la Cassanya, el Pont Gisclard, o de la Cassanya, així com els revolts més importants de la carretera departamental N - 116 i la zona amb més revolts i túnels de la línia de ferrocarril del Tren Groc. És ran d'on hi va haver un important accident de ferrocarril l'any 1909, a la veïna zona del Pallat.

### Gaurat
Es coneix el nom d'un antic lloc, documentat el 965, el 1037 i el 1072 (villa Gauratone), situat al nord del terme de Sautó, però del qual es desconeix l'emplaçament exacte. No en queda cap mena de rastre, ni tan sols a la toponímia.

### Els masos del terme
Com s'ha dit a l'apartat anterior, en tot el terme de Sautó hi ha un sol mas, el de la Cassanya. La resta de construccions aïllades, fora dels dos nuclis de població, són construccions disperses l'Alberg d'Etapa de Muntanya, la Central Elèctrica de la Cassanya, el Corral de Figamà, els cortals de Nabella, del Serrat de Dalt i de Figamà, l'Estació (la Gara) de Sautó, el Molí, o Molí d'en Peirac. Hi havia hagut la Farga de la Cassanya i el Molí Vell, actualment desapareguts. També cal esmentar les fortificacions militars del Pic de Figamà i del Puig de la Tossa que, de fet, són totes dues majoritàriament dins del terme d'Aiguatèbia i Talau.

### Obres d'enginyeria relacionades amb el ferrocarril

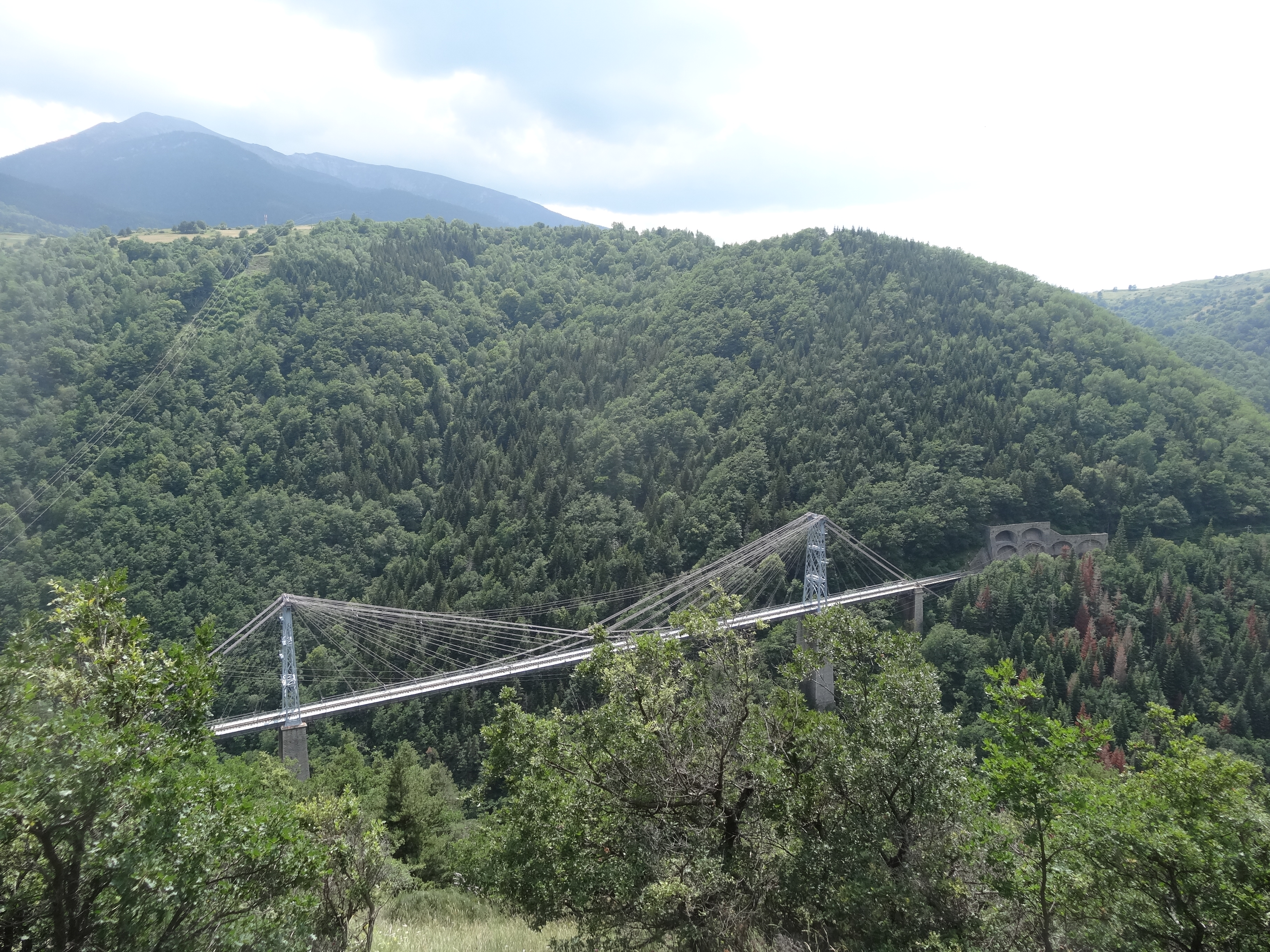
El Pont de la Cassanya, o Gisclard

El pas de la línia del ferrocarril, el Tren Groc, pel terme de Sautó, molt difícil per la complicada orografia local, ha deixat notables obres d'enginyeria duta a terme, com era costum a l'època, per enginyers militars. D'una banda cal citar els túnels, llargs i de traçat sinuós, com el Túnel del Pallat i el de Terra Blanca, la Casa Cantonyera del Pallat i els ponts: el Pont de la Cassanya, o Pont Gisclard (només la meitat oriental en terme de Sautó), el Pont de Fetges i el Pont del Verger, tots tres sobre la Tet, però només el primer fet per al ferrocarril. A la zona on hi ha el Túnel i la Casa Cantonyera del Pallat, i procedent del Pont Gisclard, és on hi va haver el terrible accident l'any 1909.

### Hidrònims

#### Cursos d'aigua
El principal curs d'aigua del terme de Sautó és, indubtablement, la Tet, però només la seva riba esquerra pertany a aquest terme. L'orografia del terme no permet l'existència de gaires, ni grans, afluents de la Tet. Són, llevat del Rialer, al límit amb la Llaguna, principalment torrents de muntanya, que davallen pel coster on es troben els pobles de Sautó i Fetges. De ponent a llevant, es poden trobar el Còrrec de Fetges, que passa pel sector de llevant del poble d'aquest nom, el Còrrec de la Cova, el de la Cassanya, el de la Coma, el de Terra Blanca, el Torrent de Rafinat, el del Roc de Tremolera, que passa pel poble de Sautó i sol ser denominat, senzillament, el Torrent i hi aporta també el Còrrec de Torrents i el Torrent de Cal Correixist, després el Còrrec de Costa Llisa, i finalment, a l'extrem de llevant, el Còrrec de Nabella. Just al nord-oest del terme, però, hi ha el Còrrec de Coma Ermada, que davalla cap al Rialer, en terme de la Llaguna.

### El terme comunal

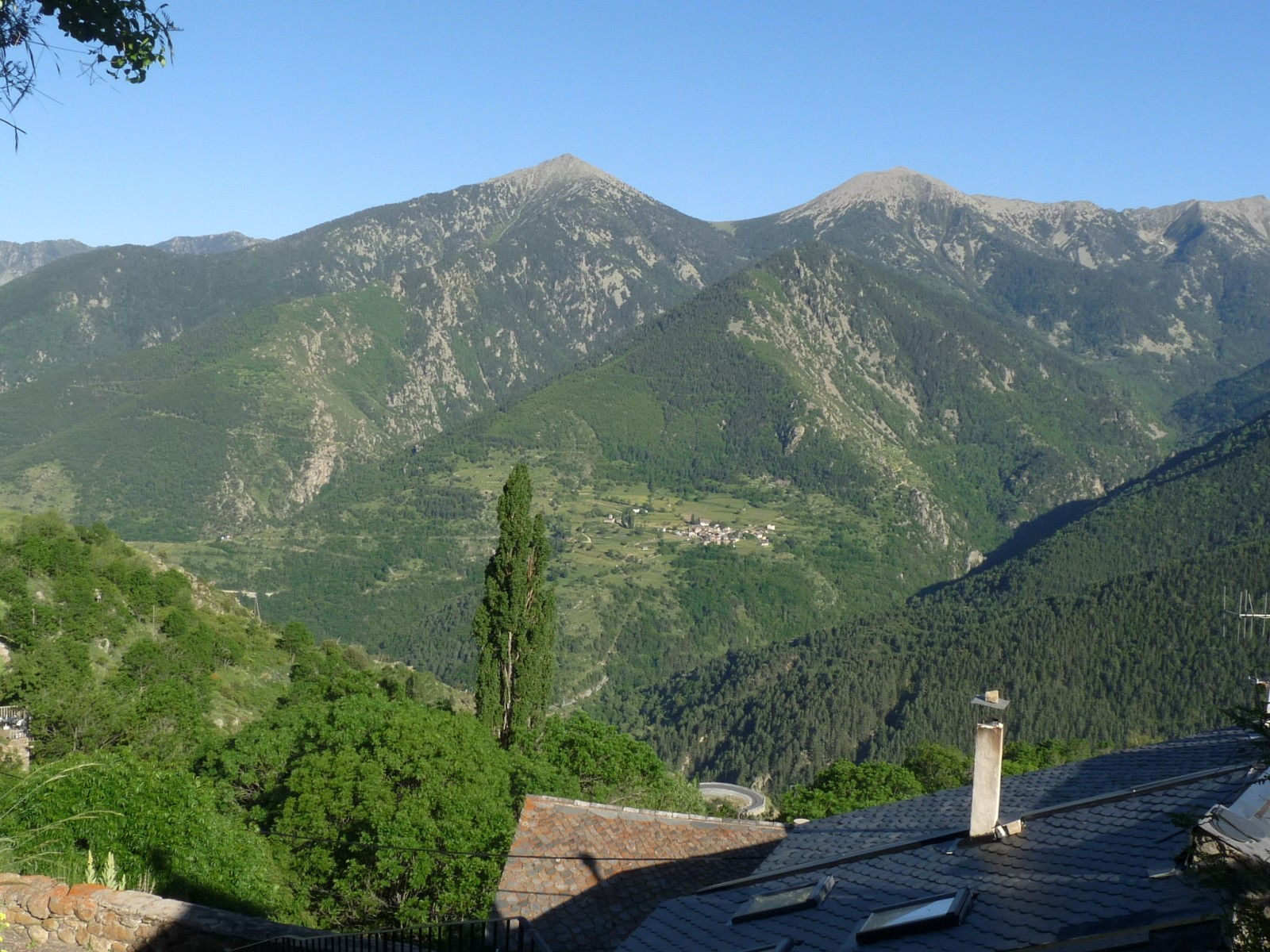
El terme de Sautó i Fetges, des del sud

### Evolució de la població

Població 1962-2008

## Administració i política

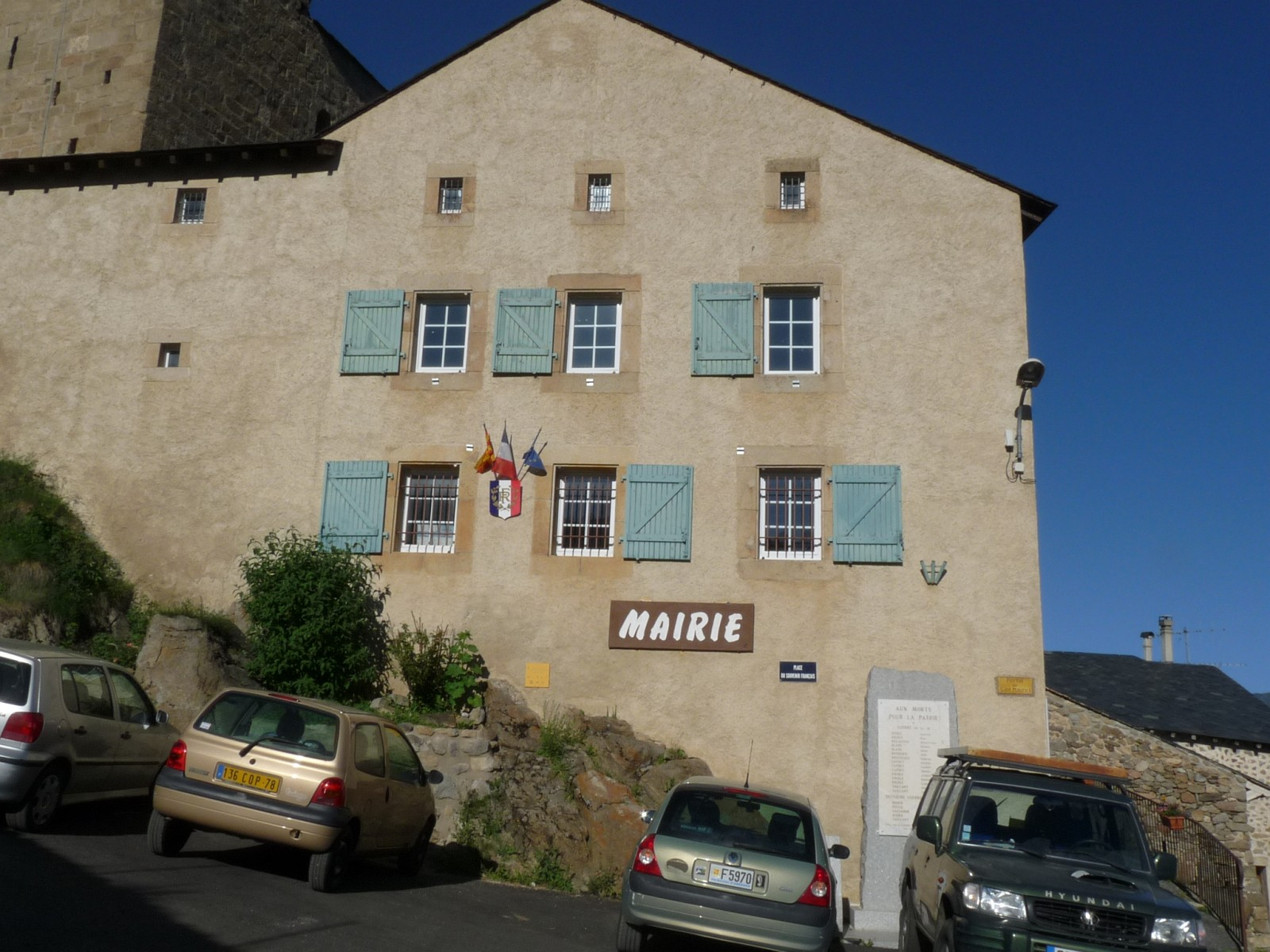
Casa del Comú de Fontpedrosa

### Adscripció cantonal

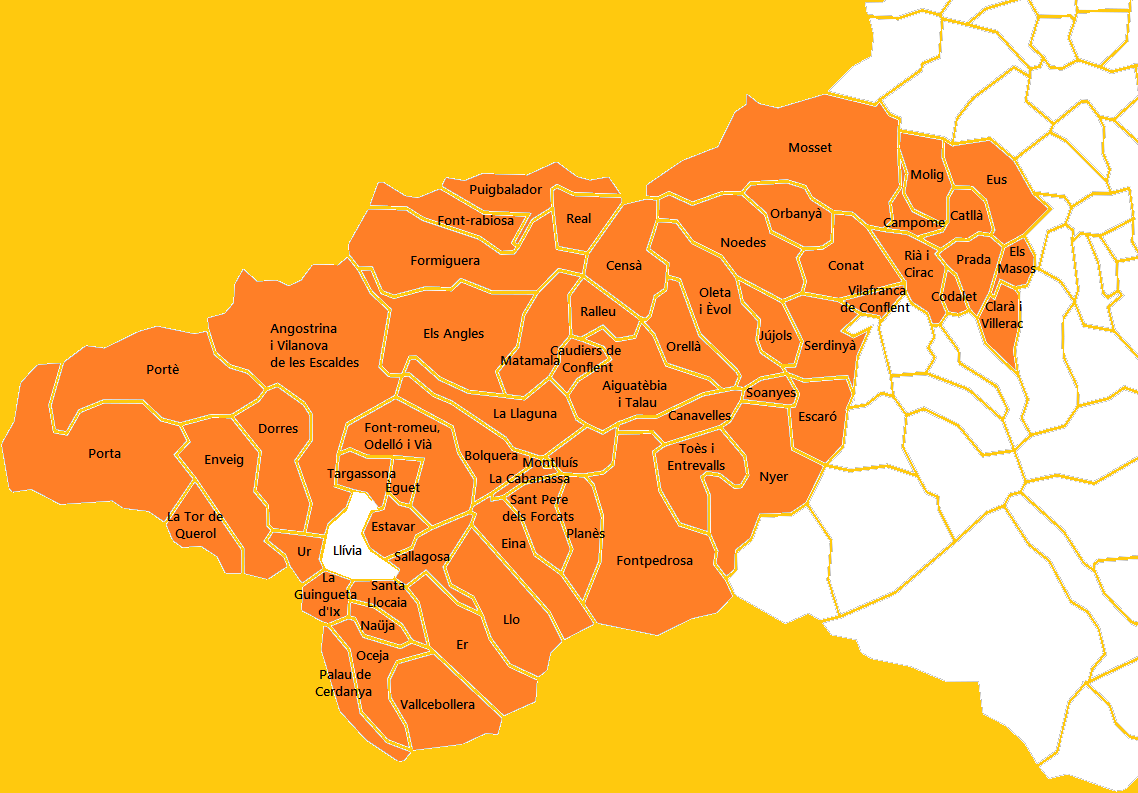
Mapa del Cantó dels Pirineus Catalans